# Angelino Alfano

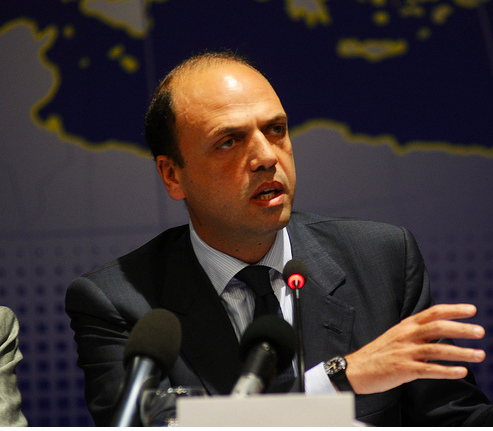
Angelino Alfano em 2011

Angelino Alfano (Agrigento, 31 de outubro de 1970) é um ex-político italiano. Foi ministro de diversas pastas em vários governos (Governo Berlusconi, Governo Letta e Governo Renzi).
De 8 de maio de 2008 a 27 de julho de 2011 foi ministro da Justiça no Governo Berlusconi IV. Durante o Governo Letta, acumulou o cargo de vice-primeiro ministro.
Foi o primeiro e único secretário nacional da coalizão Povo da Liberdade (PdL). Em novembro de 2013 foi o promotor da cisão do PdL e do lançamento da Nova Centro-direita